# バート・グルント (ハルツ)

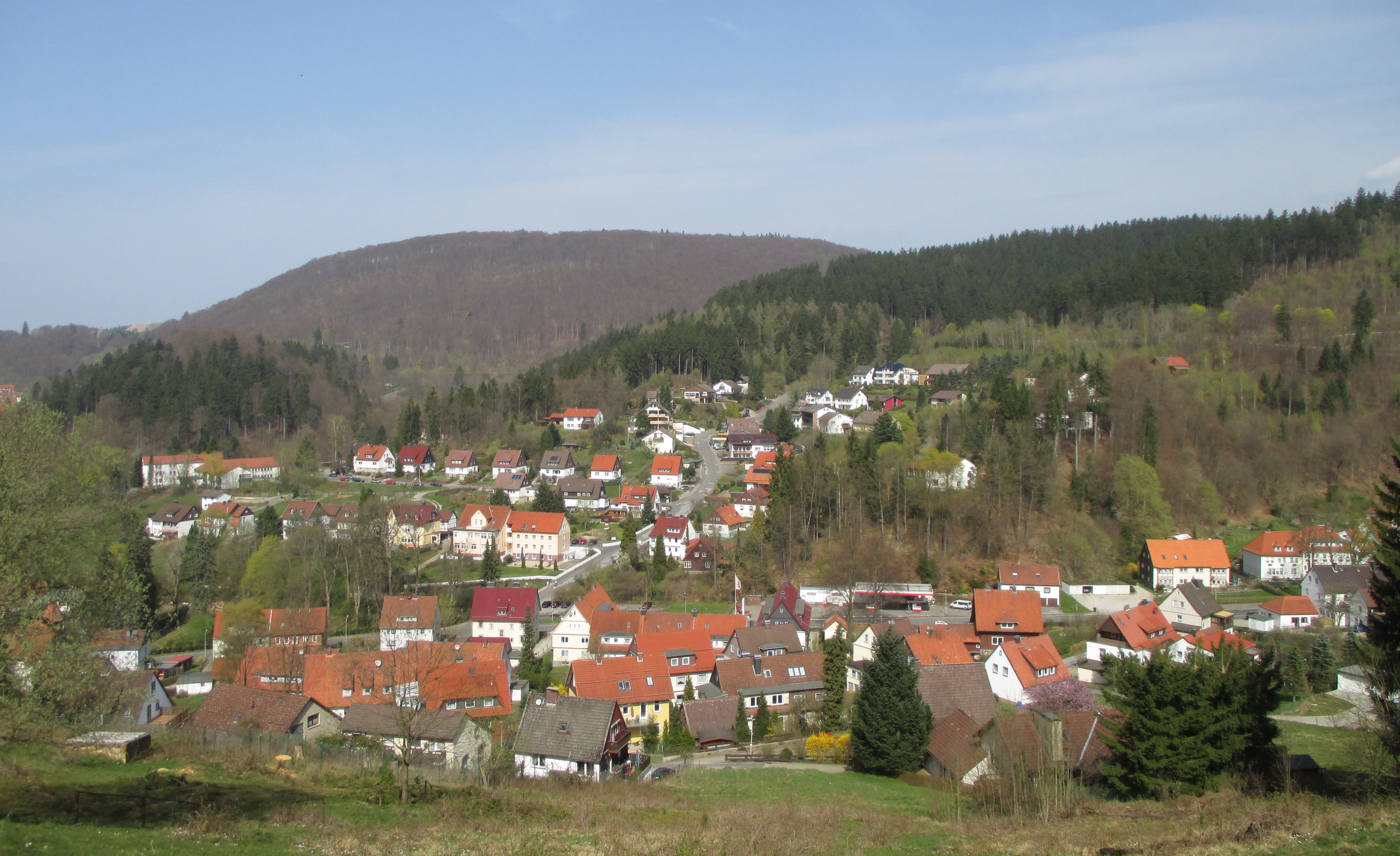
バート・グルントの町並み

バート・グルント (ハルツ) (ドイツ語: Bad Grund (Harz)) はドイツ連邦共和国ニーダーザクセン州ゲッティンゲン郡に属す町村である。西ハルツに位置するこの町は、療養洞窟と温泉業が営まれている気候の良好な保養地である。

## 地理

### 位置
バート・グルントは、北北西のゼーゼン、東のクラウスタール＝ツェラーフェルト、南のオステローデ・アム・ハルツの間のハルツ自然公園内に位置している。北の連邦道B242号線沿いにヒュービッヒェンシュタイン山、この道路の北北東にイーベルク山がある。ハルツァー・フェルスターシュティーク（直訳すると「ハルツの山林の坂道」）が町内を通っている。

### 自治体の構成
バート・グルント町は6つの地区で構成されている。以下の表に6つの地区と2013年6月30日現在の人口を示す。
| 地区                      | 地区              | 人口  |
| ------------------------- | ----------------- | ----- |
| バート・グルント (ハルツ) | Bad Grund (Harz)* | 2,398 |
| ギッテルデ                | Gittelde**        | 1,888 |
| バーデンハウゼン          | Badenhausen***    | 1,882 |
| アイスドルフ              | Eisdorf           | 1,345 |
| ヴィントハウゼン          | Windhausen        | 994   |
| ヴィレンゼン              | Willensen         | 317   |
| 合計                      | 合計              | 8,824 |

* ラウプヒュッテおよびタウベンボルンを含む
** タイヒヒュッテを含む
*** ノイヒュッテおよびオーバーヒュッテを含む

### 隣接する市町村
バート・グルントは。北はゼーゼン（ゴスラー郡）、南はオステローデ・アム・ハルツ（ゲッティンゲン郡）、西はカーレフェルト（ノルトハイム郡）と境を接している。このほかの町境は2つの市町村に属さない地域、北西から北東のハルツ地域（ゴスラー郡）および東のハルツ地域（ゲッティンゲン郡）に接している。

## 歴史
2013年3月1日にザムトゲマインデ・バート・グルント (ハルツ) を構成する町村が合併し、バート・グルント (ハルツ) が形成された。
2016年11月1日にオステローデ・アム・ハルツ郡とゲッティンゲン郡が合併して以降、この町はゲッティンゲン郡に属している。

### 地名
グルント (Grund) の古い地名としては、1317年 Fundo、1321年 Grunt、1322年 Grunt、1405年 Grund、1504年 Grunde、1505年 Grunde、1505年 Grunde、1519年 Grunde がある。Grund の地名は総じて低地を意味する。高地ドイツ語でも低地ドイツ語でも同じ意味で、たとえば古高ドイツ語では grunt、古ザクセン語では grund が「土地」や「地面」という意味である。 ザクセン北西部でこの語は「深く、次第に切れ込んで行く土地」を意味している。中低ドイツ語では「深み」「谷」「谷底」という意味で grunt が使われる。北部ドイツ語で grund は「山の間の低地」、「小さな谷」を意味する。

## 住民

### 宗教
福音主義＝ルター派の聖アントニウス教会は、町の中心部マルクト通り沿いに位置しており、クラウスタール＝ツェラーフェルト教会クライスに属す。1950年代から建設されたタウベンボルン集落では1960年6月12日にタウベンボルン礼拝堂（アム・レステベルク）が献堂された。
カトリックの聖バルバラ教会は1961年から1962年にダンツィガー通りに建設された。ラウテンタールやヴィルデマン集落もこの教会区に含まれていた。この教会は2010年2月6日に世俗化された。現在最寄りのカトリック教会は約 8 km 離れたバーデンハウゼンにある。
ヒュービヒヴェーク12番地の新使徒派教会は2007年に閉鎖された。教会堂は売却され、住居として利用されている。最寄りの新使徒派教会は、9 km 離れたギッテルデにある。

## 行政
バート・グルント (ハルツ) の町議会は22議席からなる。これは人口8,001人から9,000人の自治体の議員定数である。22人の議員は5年ごとに住民の選挙によって選出される。
町議会ではこのほかに町長のハーラルト・ディーツマンも投票権を有している。

### 首長
バート・グルントの町長はハラルト・ディーツマン（無所属）である。2013年の選挙では対立候補がなく、76.68 % の信任票を獲得し、町長に選出された。この選挙の投票率は60.27 % であった。ディーツマンは2013年3月1日から町長に就任した。

## 文化と見所

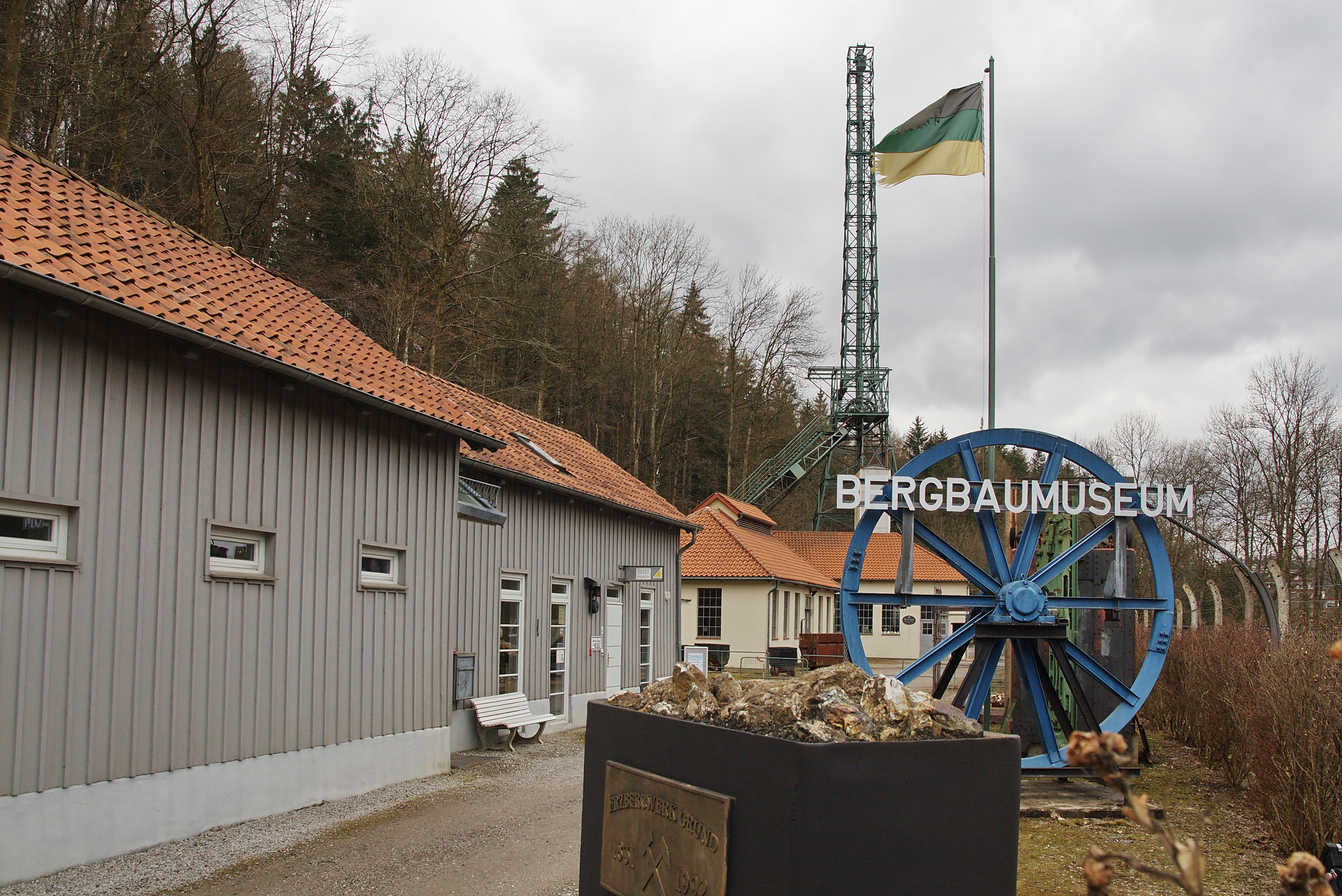
バート・グルント鉱山博物館

### 博物館
- 鉱山博物館[7]
- イーベルク鍾乳洞体験センター、地上の「ムゼウム・アム・ベルク」（山の麓の博物館）、地中の「ムゼウム・イム・ベルク」（山の中の博物館）、イーベルク鍾乳洞見学洞窟からなる[8]。
- 時計博物館: 旧クアハウスに6世紀の間に創られた時計1800点が展示されている[9]。

### 音楽
- 定期的に開催されるハイマートアーベント（ハルツ地方の民謡）

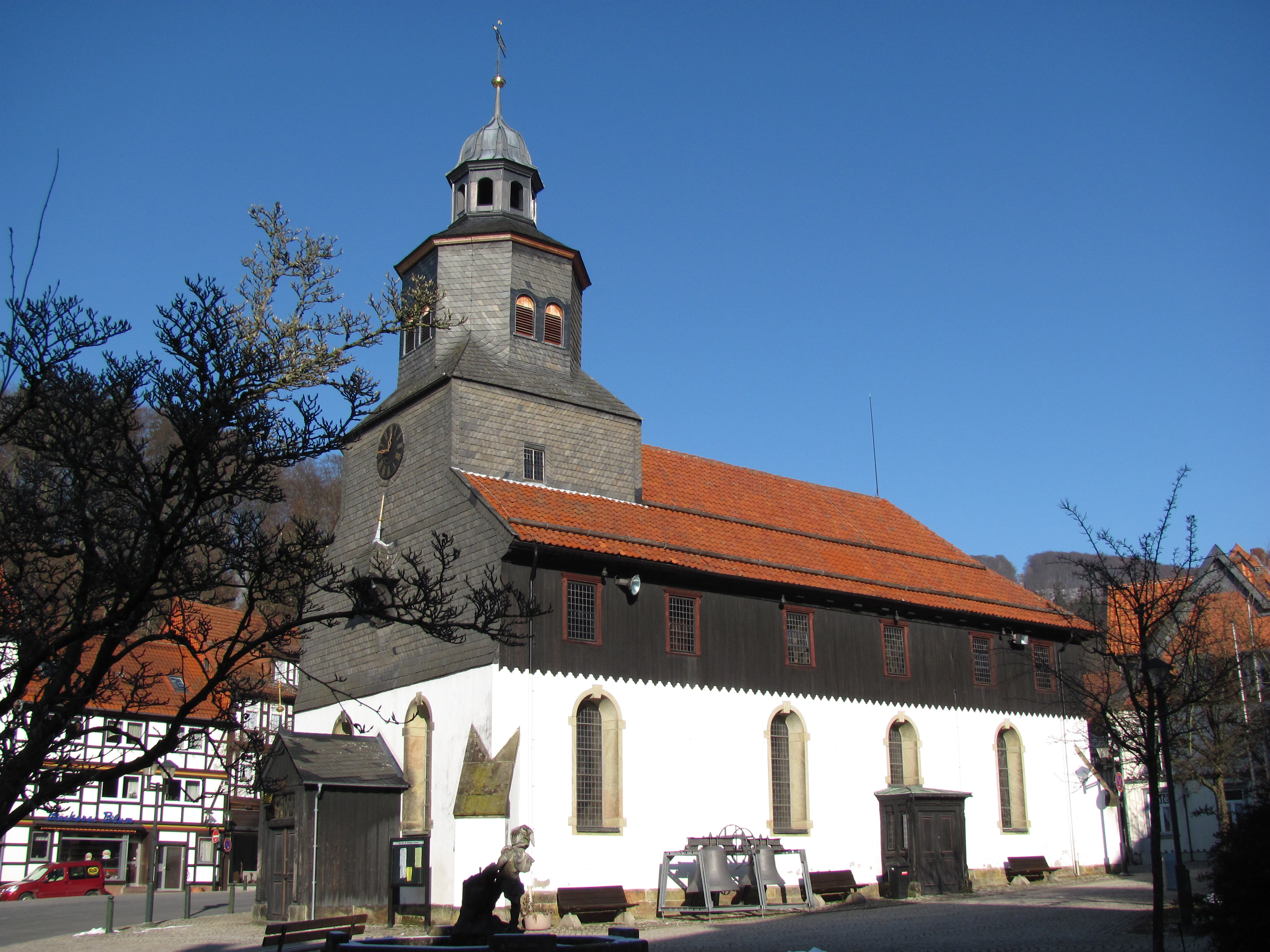
聖アントニウス教会

### 建築

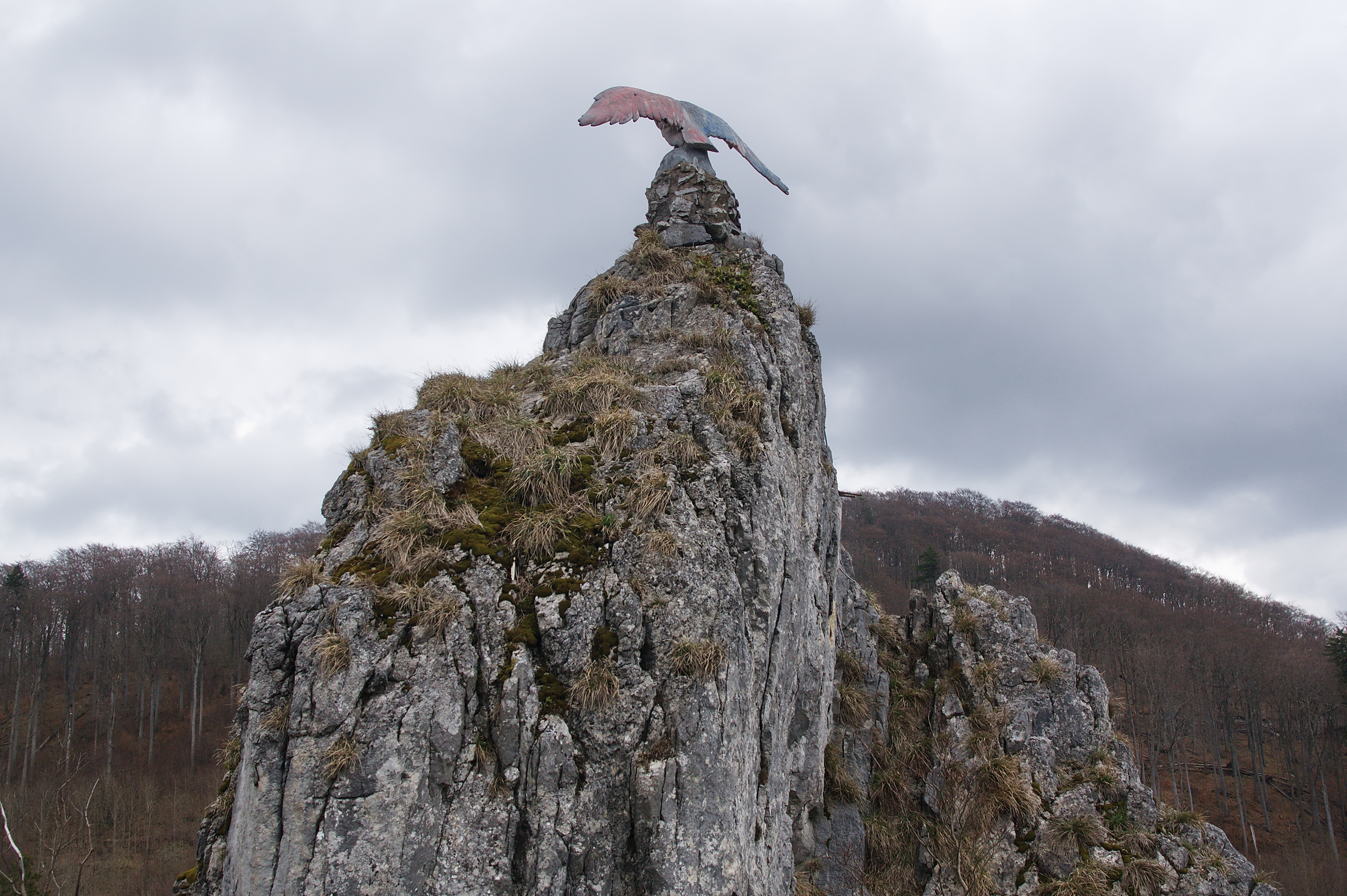
ヒュービッヒェンシュタイン山頂の皇帝ヴィルヘルム1世記念碑（ワシのブロンズ像）

- 福音主義＝ルター派の聖アントニウス教会
- ハイドロコンプレッサー塔（鉱山）
- アトリウム（旧クアゲストセンター）
- イーベルク山のイーベルガー・アルベルト塔

### 自然文化財
- イーベルク鍾乳洞
- ヒュービッヒェンシュタイン
- バート・グルント養樹園

### 年中行事
聖土曜日のオスターフォイアー（謝肉祭の火）と4月30日のヴァルプルギスの夜の炎がこの町の最高のイベントである。1970年代から毎年8月の第3土曜日にタウベンボルンで行われるタイヒ・イン・フランメンがこの町最大のイベントに発展した。

## 経済と社会資本

### 企業
バート・グルントは特に採鉱によって特徴付けられた町であった。1992年に最後の鉱山が閉鎖された。ここからは600万トンの銅と2,500トンの銀が採掘された。
ツィルブス・テクノロジー GmbH は、バート・グルントで約50人の従業員によって、器具や材料を滅菌するための滅菌器、凍結乾燥機、オートクレーブ容器を製造している。

### 交通
バート・グルントは、州道 L524号線経由でオステローデ・アム・ハルツへ行く連邦道 B243号線およびクラウスタール＝ツェラーフェルトおよびゼーゼンへ行く連邦道B242号線に接続する。後者を経由してアウトバーン A7号線に至る。
バート・グルントはバスで行くことができる。1971年までは鉄道ギッテルデ - バート・グルント線の列車も運行していた。